# 오스트로네시아조어
오스트로네시아조어 (PAN)는 세계의 주요 어족 가운데 하나인 오스트로네시아어족의 조상 언어를 재구한 것이다.
하위 단계의 언어 재구도 이루어져서, 말레이폴리네시아조어, 오세아니아조어, 폴리네시아조어가 재구된 바 있다. 최근에는 맬컴 로스와 앤드류 폴리 등의 언어학자들이 오세아니아조어 및 폴리네시아조어의 어휘 목록을 대규모로 구축했다.

## 음운론
오스트로네시아조어는 비교언어학의 방법론에 따라 여러 오스트로네시아어족 언어들의 자음 대응 관계를 이용해 재구된다. 이론상으로는 결과가 일관성 있어야 하겠지만, 실제로는 언어의 수가 너무 많아서 불일치가 많이 나타나고, 학자마다 오스트로네시아조어 음소의 개수 및 종류에 대해 상당히 다른 추측들을 내놓는다. 과거에는 특정 대응 관계가 실제로 있는 것인지 특정 언어에서 산발적으로 발달한 것일 뿐인지에 대해 일부 의견 불일치가 있었다. 그러나 현재 남아 있는 불일치에 대해서는, 학자들이 대응 관계의 타당성은 일반적으로 받아들이지만, 어디까지가 오스트로네시아조어로 거슬러 올라갈 수 있는 대립 관계이고 어디부터가 후손 언어들에서 나타난 혁신인지에 관해서 이견이 있다.

### 블러스트의 재구
아래는 하와이 대학교 마노아의 언어학 교수 로버트 블러스트가 재구한 오스트로네시아조어의 음소들이다. 오스트로네시아조어에는 총 25개의 자음, 4개의 모음, 4개의 이중모음이 있었다고 재구되었다. 그러나 블러스트는 재구된 자음 중 일부가 여전히 논란의 여지가 있다는 것을 인정한다.
아래에 쓰인 기호들은 오스트로네시아조어 단어 재구에 자주 사용된다.
- *C: 무성 치경 파찰음
- *c: 무성 경구개 파찰음
- *q: 구개수 파열음
- *z: 유성 경구개 파찰음
- *D: 유성 권설 파열음
- *j: 구개음화된 유성 연구개 파열음
- *S: 무성 치경 마찰음
- *N: 구개음화된 치경 설측 접근음
- *r: 치경 탄음
- *R: 치경 전동음 또는 구개수 전동음

|                  | 순음  | 순음  | 치경음                | 치경음                | 경구개음       | 경구개음       | 권설음 | 권설음 | 연구개음      | 연구개음      | 구개수음 | 구개수음 | 성문음 | 성문음 |
| ---------------- | ----- | ----- | --------------------- | --------------------- | -------------- | -------------- | ------ | ------ | ------------- | ------------- | -------- | -------- | ------ | ------ |
| 무성 파열음      | p /p/ | p /p/ | t /t/                 | t /t/                 |                |                |        |        | k /k/         | k /k/         | q /q/    | q /q/    |        |        |
| 유성 파열음      | b /b/ | b /b/ | d /d/                 | d /d/                 |                |                | D /ɖ/  | D /ɖ/  | g /ɡ/, j /ɡʲ/ | g /ɡ/, j /ɡʲ/ |          |          |        |        |
| 비음             | m /m/ | m /m/ | n /n/                 | n /n/                 | ñ /ɲ/          | ñ /ɲ/          |        |        | ŋ /ŋ/         | ŋ /ŋ/         |          |          |        |        |
| 마찰음           |       |       | S /s/                 | S /s/                 | s /ç/          | s /ç/          |        |        |               |               |          |          | h /h/  | h /h/  |
| 파찰음           |       |       | C /t͡s/                | C /t͡s/                | c /c͡ç/, z /ɟ͡ʝ/ | c /c͡ç/, z /ɟ͡ʝ/ |        |        |               |               |          |          |        |        |
| 설측음           |       |       | l /l/                 | l /l/                 | N /lʲ/         | N /lʲ/         |        |        |               |               |          |          |        |        |
| 탄음 또는 전동음 |       |       | r /ɾ/, R /r/ 또는 /ʀ/ | r /ɾ/, R /r/ 또는 /ʀ/ |                |                |        |        |               |               |          |          |        |        |
| 접근음           | w /w/ | w /w/ |                       |                       | y /j/          | y /j/          |        |        |               |               |          |          |        |        |

오스트로네시아조어의 모음은 a, i, u, ə가 있다.
|        |        | 전설  | 전설  | 중설  | 중설  | 후설  | 후설  |
| ------ | ------ | ----- | ----- | ----- | ----- | ----- | ----- |
| 고모음 | 고모음 | i /i/ | i /i/ |       |       | u /u/ | u /u/ |
| 중모음 | 중모음 |       |       | ə /ə/ | ə /ə/ |       |       |
| 저모음 | 저모음 |       |       | a /a/ | a /a/ |       |       |

통시적으로 단순모음으로 변화하기도 한 이중모음들은 다음과 같다.
- *-ay
- *-aw
- *-uy
- *-iw

### 볼프의 재구
2010년 존 볼프는 <오스트로네시아조어 음운론 주해>에서 자신의 오스트로네시아조어 재구를 발표했다. 볼프는 총 19개의 자음, 4개의 모음(*i, *u, *a, *e = /ə/), 4개의 이중모음(*ay, *aw, *iw, *uy) 및 음절 단위의 강세를 재구했다.
|             | 순음  | 순음  | 치경음 | 치경음 | 경구개음 | 경구개음 | 연구개음 | 연구개음 | 성문음 | 성문음 |
| ----------- | ----- | ----- | ------ | ------ | -------- | -------- | -------- | -------- | ------ | ------ |
| 무성 파열음 | p /p/ | p /p/ | t /t/  | t /t/  | c /c/    | c /c/    | k /k/    | k /k/    | q /q/  | q /q/  |
| 유성 파열음 | b /b/ | b /b/ | d /d/  | d /d/  | j /ɟ/    | j /ɟ/    | g /ɡ/    | g /ɡ/    | ɣ /ɣ/  | ɣ /ɣ/  |
| 비음        | m /m/ | m /m/ | n /n/  | n /n/  |          |          | ŋ /ŋ/    | ŋ /ŋ/    |        |        |
| 마찰음      |       |       |        |        | s /s/    | s /s/    |          |          | h /h/  | h /h/  |
| 설측음      |       |       | l /l/  | l /l/  | ɬ /ʎ/    | ɬ /ʎ/    |          |          |        |        |
| 접근음      | w /w/ | w /w/ |        |        | y /j/    | y /j/    |          |          |        |        |

아래 표는 볼프와 블러스트가 각각 재구한 오스트로네시아조어 음소 체계의 차이를 보여준다. 일대일 대응이 되지 않는 주요 차이점은 굵은 글씨로 강조했다.
| 볼프 | 블러스트 |
| ---- | -------- |
| p    | p        |
| t    | C, t     |
| k    | k        |
| 없음 | c        |
| q    | q        |
| b    | b        |
| 없음 | d        |
| d    | D        |
| j    | z        |
| g    | j        |
| 없음 | g        |
| ɣ    | R        |
| m    | m        |
| n    | n        |
| ɬ    | ñ, N     |
| ŋ    | ŋ        |
| l    | l        |
| 없음 | r        |
| c    | s        |
| s    | S        |
| h    | h        |
| w    | w        |
| y    | y        |

### 기타 재구
맬컴 로스에 따르면, 블러스트의 체계에서 이론의 여지가 없는 부분은 순음(p b m w), 연구개음 k ŋ, y, R, 단순모음 및 위의 네 이중모음이다. 후음(q ʔ h)과 연구개음 g j, 그리고 이중모음이 더 있었는지 여부에 대해서는 이견이 있기도 하나, 로스와 블러스트는 같은 입장이다. 둘의 의견이 결정적으로 다른 부분은 설정음의 체계이다. 아래의 논의는 Ross (1992)에서 나온 것이다.
1930년대 뎀프볼프의 말레이폴리네시아조어 재구:
- 치음 t d n l
- 권설음 ṭ ḍ ḷ
- 경구개음 t' d' n'
- 경구개음 k' g'

디엔 (1963), 타이완 제어의 자료로 확장한 뎀프볼프의 설정음 체계:
- t를 t와 C로 분리
- n을 n과 L/N로 분리
- d'을 z와 Z로 분리 대체
- t'을 s1와 s2로 분리
- ḷ ṭ ḍ n' k' g' h를 r T D ñ c j q로 대체

쓰치다 (1976), 디엔의 체계 기반:
- d를 D1 D2 D3 D4로 분리. 또한 디엔의 c (뎀프볼프의 k')가 오스트로네시아조어에서 재구될 수 없다고 봄. (디엔의 w를 w W로, q를 q Q로 분리하기도 했으나, 후대 학자들에게 받아들여지지 않음.)

달이 축소한 쓰치다의 체계:
- D1 D2 D3 D4를 d3 d2 d1 d3으로 대체 (새 음소인 d3은 옛 체계의 D1와 D4의 통합) 및 디엔의 S X x를 단일 음소 S로 통합. 디엔의 c는 받아들였으나 T D는 받아들이지 않음. (또한 후대 학자들이 일반적으로 받아들이지 않은 방식으로 많은 음소의 표기법을 대체.)

블러스트는 디엔, 쓰치다, 달의 체계를 조합하여 재구했고, 음소의 총 개수를 줄이려고 했다. 달이 디엔의 S X x를 S로 축소한 것은 받아들였으나 쓰치다나 달이 디엔의 d를 분리한 것은 받아들이지 않았다. 또한 디엔의 s1 s2를 단일 음소 s로 축소했다. 디엔의 c는 받아들였으나, T와 D는 보류했다(최근에는 블러스트가 D는 수용했으나 T(와 Z)는 기각한 것으로 보인다).
로스 역시 음소의 개수를 줄이려고 했지만, 방식은 달랐다.
- 로스는 달의 d1 d2 d3과 (블러스트가 끝내 기각한) Z를 받아들였다. 로스는 d1와 d2 d3 간의 대립이 타이완 제어 가운데 아미스어, 푸유마조어, 파이완조어에서만 재구가 가능하며, 파이완조어에만 d1 d2 d3의 삼중 대립이 존재하는 반면, Z와 d1 간의 대립은 앞의 세 분기군이 아니라 루카이조어와 말레이폴리네시아조어에서만 재구 가능하다고 언급했다. 그러나 로스는 여전히 (블러스트와 달리) 이 음소들 간의 대립이 각각의 분기군에서 혁신으로 나타난 것이라기보다는 오스트로네시아조어에서 물려받은 것이라고 믿는다.
- 로스는 d1이 형태소 첫머리에만 나타나는 한편, r은 형태소 내의 나머지 위치에서만 나타나므로, 이 둘을 하나의 음소로 통합한다.
- 로스는 음소 c z ñ를 오스트로네시아조어에 수용하지 않으며, 이 중 어느 음소도 말레이폴리네시아조어 외에는 "바로 재구 가능하"지 않다고 단언한다. 이에 더해 로스는 ñ이 말레이폴리네시아조어의 일반적인 혁신이라고 믿지만, c z가 "PMP의 *s *d와 다르게 대응되는 범위가 인도네시아 및 말레이시아 서부의 상당히 제한적인 지역뿐이므로 국지적인 발달로 보인다".
- 로스는 설정음도 약간 다르게 재구한다. 로스는 C S l d3가 전부 권설음(각각 /tʂ/, /ʂ/~/ʃ/, /ɭ/~/ɽ/, /ɖ/)이었고, 블러스트가 각각 치음과 경구개음으로 재구한 s와 L(블러스트의 N)이 모두 치음 /s/와 /l/이었다고 믿는다. 로스에 따르면 이러한 주장은 타이완 제어와 자와어의 대응형을 근거로 한 것이다. 치음/경구개음으로 발달한 언어가 더 널리 퍼져 있기는 하나, 타이완 제어에 비하면 단일 분기군에 불과한 말레이폴리네시아어파에서만 나타나기 때문이다.

## 음운 변동
오스트로네시아조어가 말레이폴리네시아조어. 오세아니아조어, 폴리네시아조어로 점차 변화해 감에 따라, 원래는 서로 다른 음소였던 것들이 하나의 음소로 합류하면서 음소 체계가 지속적으로 축소되어 왔다. 오스트로네시아조어에서 말레이폴리네시아조어 사이에는 세 가지 합류 현상이 관찰되며, 오세아니아조어에서 폴리네시아조어 사이에는 아홉 개가 관찰된다. 따라서 오스트로네시아조어의 음소 체계가 가장 복잡했고, 폴리네시아조어의 음소 수가 가장 적었다. 예를 들어, 하와이어는 자음이 단 여덟 개만 있는 것으로 유명하며, 마오리어에는 열 개뿐이다. 이 숫자는 타이완 또는 어쩌면 중국 남부에서 사용되었을 오스트로네시아조어의 자음 개수 25개에서 크게 감소한 것이다.
블러스트는 오스트로네시아조어와 말레이폴리네시아조어 사이에 다음과 같은 음운 합류 및 변동을 관찰했다.
| 오스트로네시아조어 | 말레이폴리네시아조어 |
| ------------------ | -------------------- |
| *C/t               | *t                   |
| *N/n               | *n                   |
| *S/h               | *h                   |
| *eS                | *ah                  |

그러나 Wolff (2010:241)에 따르면, 오스트로네시아조어에서 말레이폴리네시아조어의 발달 과정에서는 다음의 세 가지 음운 변동만이 일어났다.
- PAn *ɬ > PMP *ñ, l, n
- PAn *s > PMP *h
- PAn *h > PMP *Ø

오세아니아조어에서는 더 많은 수의 음소가 합류했다. 이 때문에 오늘날의 폴리네시아어군 언어들이 세계적으로 작은 음소 체계를 갖게 되었다.
| 말레이폴리네시아조어 | 오세아니아조어 |
| -------------------- | -------------- |
| *b/p                 | *p             |
| *mb/mp               | *b             |
| *c/s/z/j             | *s             |
| *nc/nd/nz/nj         | *j             |
| *g/k                 | *k             |
| *ŋg/ŋk               | *g             |
| *d/r                 | *r             |
| *e/-aw               | *o             |
| *-i/uy/iw            | *i             |

오스트로네시아어족 내에서 일어난 특이한 음운 변동 현상은 다음과 같은 것들이 있다.
- 오세아니아조어 *t > 하와이어, 사모아어, 온통자바어 k[8]
- 폴리네시아조어 *l과 *r > 렌넬어 ŋg
- 오세아니아조어 *w와 *y > 레베이 케헤크어 p
- 말레이폴리네시아조어 *w or *b > 순다어 c- or -nc-

## 통사론

### 어순
오스트로네시아조어는 동사가 문장 첫머리에 오는 (VSO형 및 VOS형 어순) 언어였으며, 오늘날에는 대부분의 타이완 제어, 모든 필리핀어군 언어, 일부 보르네오어군 언어, 마다가스카르의 모든 오스트로네시아계 방언, 모든 폴리네시아어군 언어가 그러하다. 그러나 인도네시아, 뉴기니섬, 누벨칼레도니, 바누아투, 솔로몬 제도, 미크로네시아 지역에서 사용되는 대부분의 오스트로네시아어족 (특히 오세아니아어군) 언어들은 SVO형, 즉 동사가 중간에 오는 언어들이다. SOV형, 동사가 끝에 오는 어순은 오스트로네시아어족 내에서 드문 유형이며, 솔로몬 제도의 극히 일부와 뉴기니섬의 여러 오스트로네시아어족 언어들에서만 나타난다. 이러한 분포는 SOV형 어순이 비오스트로네시아계 파푸아 제어에서 매우 흔하기 때문이다.

### 태 체계
타이완, 보르네오, 마다가스카르, 필리핀의 오스트로네시아어족 언어들은 오스트로네시아 정렬이라는 독특한 형태통사적 정렬 방식으로 유명하다. 이 방식의 정렬은 오스트로네시아조어에도 존재했다. 그러나 오스트로네시아조어와 달리 오세아니아조어의 통사론은 필리핀어군과 같이 오스트로네시아 정렬이 있는 언어의 초점 형태론을 사용하지 않는다. 폴리네시아어군에서는 동사 형태론이 비교적 단순하며, 문장의 기본 단위는 단어가 아닌 구이다.
아래는 Blust (2009:433)에서 가져온 존 볼프의 오스트로네시아조어 태 체계를 나타낸 표이다. 볼프의 "4태" 체계는 타이완과 필리핀의 여러 언어에서 발견된 증거로 도출한 것이다.
|                | 독립절 (비과거) | 독립절 (과거) | 미래 또는 일반적 행위 | 종속절  | 가정절 |
| -------------- | --------------- | ------------- | --------------------- | ------- | ------ |
| 행위자중심태   | -um-            | -inum-        | ?                     | ø       | -a     |
| 피행위자중심태 | -en             | -in-          | r- -en                | -a      | ?      |
| 장소중심태     | -an             | -in-an        | r- -an                | -i      | -ay    |
| 도구중심태     | i-              | i- -in- (?)   | ?                     | -an (?) | ?      |

그러나 Ross (2009)에서는 이 재구로 초우어, 루카이어, 푸유마어를 설명할 수 없으므로, 전체 어족의 조상 언어에 이러한 정렬 체계가 있었다고는 주장할 수 없다고 언급한다. 로스는 이 재구가 적용되는 범위를 핵심 오스트로네시아어족이라고 부른다.

### 의문사와 격표지
아래 표는 오스트로네시아조어와 말레이폴리네시아조어의 의문사를 비교한 것이다.
| 한국어 | 오스트로네시아조어 | 말레이폴리네시아조어 |
| ------ | ------------------ | -------------------- |
| 무엇   | *(n)-anu           | *apa                 |
| 누구   | *(si)-ima          | *i-sai               |
| 어디   | *i-nu              | *i nu                |
| 언제   | *ija-n             | *p-ijan              |
| 어떻게 | *(n)-anu           | *ku(j)a              |

현재까지 오스트로네시아조어의 격표지 체계를 가장 완전하게 재구한 사람은 맬컴 로스이다. 재구된 격표지는 다음과 같다.
|      | 보통명사   | 단수 인간명사 | 복수 인간명사 |
| ---- | ---------- | ------------- | ------------- |
| 중립 | *[y]a, *u  | *i            | –             |
| 주격 | *k-a       | *k-u          | –             |
| 속격 | *n-a, *n-u | *n-i          | *n-i-a        |
| 대격 | *C-a, *C-u | *C-i          | –             |
| 사격 | *s-a, *s-u | –             | –             |
| 처격 | *d-a       | –             | –             |

오스트로네시아조어의 중요한 문법어로는 연결사 *na와 처격사 *i가 있다.

## 형태론
형태론과 통사론은 오스트로네시아어족, 특히 필리핀어군 언어들에서 종종 서로 분리하기 어렵다. 이는 문장의 나머지 단어들이 어떻게 구성될지(즉 통사론)를 동사의 형태가 결정하곤 하기 때문이다.

### 접사
아래는 로버트 블러스트가 재구한 오스트로네시아조어의 접사(접두사, 접요사, 접미사 등) 일부이다. 예를 들어, *pa-는 비상태(동작)동사의 사동형을 만드는 데 쓰였고, while *pa-ka는 상태동사의 사동형을 만드는 데 쓰였다(Blust 2009:282). 또 블러스트는 많은 접사가 p- 형태와 m- 형태를 갖는 p/m 대립 현상을 언급했다. 이러한 체계는 타이완의 사우어에서 특히 발달해 있다.
| 접사        | 해석 |
| ----------- | --- |
| *ka-        | 기동상 (타이완 제어에서만), 상태형, 과거 시제, 수반되는 행위/사람, 추상명사 형성, 행위의 방식, 과거분사 |
| *ma-        | 상태형                                                                                                  |
| *maka-      | 가능형                                                                                                  |
| *maki/paki  | 청원형 (무언가를 청원할 때)                                                                             |
| *maŋ        | 행위자중심태                                                                                            |
| *paŋ        | 도구중심태                                                                                              |
| *maʀ-       | 행위자중심태                                                                                            |
| *paʀ-       | 도구격 명사                                                                                             |
| *mu-        | 이동 |
| *pa(-ka-)   | 사동형                                                                                                  |
| *paʀi-      | 상호/집단 행위                                                                                          |
| *qali/kali- | 영계와의 감각적인 연결                                                                                  |
| *Sa-        | 도구중심태                                                                                              |
| *Si-        | 도구중심태                                                                                              |
| *-an        | 도구중심태: 명령법                                                                                      |
| *Sika-      | 서수 |
| *ta(ʀ-)     | 갑작스럽고 예상치 못한 우발적 행위                                                                      |
| *-um-       | 행위자중심태: 타동성 등                                                                                 |
| *-in-       | 완결상, 명사화                                                                                          |
| *-ar-       | 복수 |
| *-an        | 장소중심태                                                                                              |
| *-i         | 장소중심태: 명령법                                                                                      |
| *-en        | 피행위자중심태                                                                                          |
| *-a         | 피행위자중심태: 명령법                                                                                  |
| *-ay        | 미래 시제                                                                                               |
| *ka- -an    | 역접 수동태, 추상명사                                                                                   |

### 중첩
CV (자음 + 모음) 중첩은 오스트로네시아어족 언어들에 매우 흔하다. 오스트로네시아조어에서는 사람을 셀 때 Ca-중첩형 (자음 + /a/) 수사가 쓰였고, 비중첩형은 대상이 비인간 및 무생물일 때 쓰였다. CV-중첩형은 동사를 명사화하는 데에도 사용되었다. 일로코어에서는 CV-중첩형이 명사의 복수형을 만드는 데 쓰인다.
중첩 패턴에는 다음과 같은 것들이 있다(Blust 2009).
- 완전 중첩
- 접사 부착을 동반한 완전 중첩
- 어말음을 제외한 완전 중첩
- 마지막 모음을 제외한 완전 중첩
- 모음이나 자음 또는 둘 다의 변화를 동반한 완전 중첩
- 동일한 음절이 연속하는 완전 중첩
- 접두 음보 (좌향) 중첩
- 접미 음보 (우향) 중첩
- CVC-중첩
- CV-중첩 (부눈어에서는 지속상, 집합성, 강도를 표시, 타갈로그어에서는 미래 시제)
- 접사 부착을 동반한 CV-중첩
- Ca-중첩 (사우어와 푸유마어에서 인간용 수사와 동사 파생 도구격 명사를 파생시키는 데 사용)
- 분절음 고정식 확장
- 중첩형 접요사
- 접미 음절 중첩

덜 흔한 다른 패턴들에는 다음과 같은 것들이 있다(Blust 2009).
- 무의미한 중첩 (파마어에서 나타남)
- 어두음을 제외한 완전 중첩 (바누아투 남부의 아네좀어에서 나타남)
- 어두 활음을 동반한 완전 중첩 (코스라에어에서 나타남)
- 어두 성문 파열음을 제외한 부분 중첩 (렌넬어에서 나타남)
- 진정한 CV-중첩 (팡아시난어에서 나타남)
- 우향 3음절 중첩 (마남어에서 나타남)
- 이중 중첩 (월레아이어에서 나타남)
- 삼중첩 (사우어에서만)
- 연속 중첩 (사우어에서만)

## 어휘

### 대명사
아래의 오스트로네시아조어와 말레이폴리네시아조어의 인칭대명사는 로버트 블러스트가 재구한 것이다.
| 대명사 유형            | 한국어           | 오스트로네시아조어 | 말레이폴리네시아조어 |
| ---------------------- | ---------------- | ------------------ | -------------------- |
| 1인칭 단수             | '나'             | *i-aku             | *i-aku               |
| 2인칭 단수             | '너'             | *i-(ka)Su          | *i-kahu              |
| 3인칭 단수             | '그'             | *si-ia             | *si-ia               |
| 1인칭 복수 (청자 포함) | '(너와) 우리'    | *i-(k)ita          | *i-(k)ita            |
| 1인칭 복수 (청자 제외) | '(너 빼고) 우리' | *i-(k)ami          | *i-(k)ami            |
| 2인칭 복수             | '너희'           | *i-kamu            | *i-kamu, ihu         |
| 3인칭 복수             | '그들'           | *si-ida            | *si-ida              |

2006년 맬컴 로스는 인칭마다 일곱 가지 대명사 범주를 새로 제시했다. 각 범주와 그에 해당하는 오스트로네시아조어의 1인칭 단수형('나') 예시가 아래에 나열되어 있다.
1. 중립 (예: PAN *i-aku)
2. 주격 1 (예: PAN *aku)
3. 주격 2 (예: PAN *=ku, *[S]aku)
4. 대격 (예: PAN *i-ak-ən)
5. 속격 1 (예: PAN *=[a]ku)
6. 속격 2 (예: PAN *(=)m-aku)
7. 속격 3 (예: PAN *n-aku)

아래는 로스가 2002년에 제시한 오스트로네시아조어의 대명사 체계로, 독립형, 공손 독립형, 속격형 셋 총 다섯 가지 범주가 있다.
|                        | 독립      | 공손 독립  | 속격 1 | 속격 2 | 속격 3    |
| ---------------------- | --------- | ---------- | ------ | ------ | --------- |
| 1인칭 단수             | *[i-]aku  | –          | *=ku   | *maku  | *n-aku    |
| 2인칭 단수             | *[i-]Su   | *[i-]ka-Su | *=Su   | *miSu  | *ni-Su    |
| 3인칭 단수             | *s(i)-ia  | –          | (*=ia) | –      | *n(i)-ia  |
| 1인칭 복수 (청자 제외) | *i-ami    | *[i-]k-ami | *=mi   | *mami  | *n(i)-ami |
| 1인칭 복수 (청자 포함) | *([i])ita | *[i-]k-ita | *=ta   | *mita  | *n-ita    |
| 2인칭 복수             | *i-amu    | *[i-]k-amu | *=mu   | *mamu  | *n(i)-amu |
| 3인칭 복수             | *si-da    | –          | (*=da) | –      | *ni-da    |

### 명사
농업과 다른 기술적 혁신에 관련된 오스트로네시아조어의 어휘는 다음과 같은 것들이 있다.
- *pajay: 벼
- *beRas: 쌀
- *Semay: 밥
- *qayam: 새 (PMP에서는 '가축'을 의미)
- *manuk: 닭 (PMP에서 *manu-manuk은 '새'를 의미)
- *babuy: 돼지
- *qaNuaŋ: 카라바오 물소
- *kuden: 도기 솥
- *SadiRi: 집 기둥
- *busuR: 활
- *panaq: 화살을 쏘다
- *bubu: 어살
- *tulaNi: 대나무 코피리

말레이폴리네시아조어에서 등장한 혁신에는 다음과 같은 것들이 있다.
- *puqun: 그루; 근원, 원인
- *sumpit: 취관
- *haRezan: 금을 새긴 통나무 사다리 (호상 가옥에 들어갈 때 씀)
- *taytay: 대나무 현수교 (POc *tete '사다리, 다리')
- *kaka: 손위 동성 형제자매 (언니/형)
- *huaji: 손아래 동성 형제자매 (여동생/남동생)
- *ñaRa: 여자의 형제 (오빠/남동생)
- *betaw: 남자의 자매 (누나/여동생)

말레이폴리네시아조어에는 집을 가리키는 단어도 여럿 있다.
- *balay: 집, 공공 건물
- *Rumaq: 집, 가정 주택
- *banua: 땅, 마을, 집, 나라, 하늘, 천국 ("vanua"와 "tangata whenua"에서 "whenua"의 어원)
- *lepaw (곡창)
- *kamaliR (미혼 남자들의 회관)

| 신체부위 | 오스트로네시아조어 | 말레이폴리네시아조어 | 오세아니아조어   | 폴리네시아조어 |
| -------- | ------------------ | -------------------- | ---------------- | -------------- |
| 손       | *(qa)lima          | *(qa)lima            | *lima            | *lima          |
| 다리, 발 | *qaqay             | *qaqay               | *waqe            | *waqe          |
| 머리     | *qulu              | *qulu                | *qulu, *bwatu(k) | *qulu          |
| 눈       | *maCa              | *mata                | *mata            | *mata          |
| 귀       | *Caliŋa            | *taliŋa              | *taliŋa          | *taliŋa        |
| 코       | *mujiŋ             | *ijuŋ                | *isuŋ            | *isu           |
| 입       | *ŋusu              | *baqbaq              | *papaq           | *ŋutu          |
| 피       | *daRaq             | *daRaq               | *draRaq          | *toto          |
| 간       | *qaCay             | *qatay               | *qate            | *qate          |
| 뼈       | *CuqelaN           | *tuqelaŋ             | *suri            | *hui           |
| 피부     | *qaNiC             | *kulit               | *kulit           | *kili          |
| 등       | *likud             | *likud               | *muri, *takuRu   | *tuqa          |
| 배       | *tiaN              | *tian, *kempuŋ       | *tian            | *manawa        |
| 창자     | *Cinaqi            | *tinaqi              | *tinaqi          |                |
| 가슴     | *susu              | *susu                | *susu            | *susu, *huhu   |
| 어깨     | *qabaRa            | *qabaRa              | *(qa)paRa        | *uma           |
| 목       | *liqeR             | *liqeR               | *Ruqa, *liqoR    | *ua            |
| 머리카락 | *bukeS             | *buhek               | *raun ni qulu    | *lau-qulu      |
| 이       | *nipen             | *ipen, *nipen        | *nipon, *lipon   | *nifo          |

| 친족       | 오스트로네시아조어 | 말레이폴리네시아조어   | 오세아니아조어 | 폴리네시아조어 |
| ---------- | ------------------ | ---------------------- | -------------- | -------------- |
| 사람, 인간 | *Cau               | *tau                   | *taumataq      | *taŋata        |
| 어머니     | *t-ina             | *t-ina                 | *tina          | *tinana        |
| 아버지     | *t-ama             | *t-ama                 | *tama          | *tamana        |
| 아이       | *aNak              | *anak                  | *natu          | *tama          |
| 남자, 남성 | *ma-Ruqanay        | *laki, *ma-Ruqanay     | *mwaRuqane     | *taqane        |
| 여자, 여성 | *bahi              | *bahi                  | *pine, *papine | *fafine        |
| 집         | *Rumaq             | *Rumaq, *balay, *banua | *Rumwaq        | *fale          |

| 동물   | 오스트로네시아조어 | 말레이폴리네시아조어 | 오세아니아조어 | 폴리네시아조어 |
| ------ | ------------------ | -------------------- | -------------- | -------------- |
| 개     | *asu               | *asu                 | –              | –              |
| 새     | *qayam             | *qayam, *manuk       | *manuk         | *manu          |
| 뱀     | *SulaR             | *hulaR, *nipay       | *mwata         | *ŋata          |
| 이     | *kuCu              | *kutu                | *kutu          | *kutu          |
| 물고기 | *Sikan             | *hikan               | *ikan          | *ika           |
| 닭     | *manuk             | –                    | –              | –              |

### 색상과 방향
아래는 오스트로네시아조어, 말레이폴리네시아조어, 오세아니아조어, 폴리네시아조어의 색채어를 재구한 것이다. 첫 세 열은 로버트 블러스트가 재구한 것이고, 폴리네시아조어 열은 앤드류 폴리가 재구한 것이다. 폴리네시아조어는 다른 조어에서 나타나지 않는 혁신을 많이 보여준다.
| 색상 | 오스트로네시아조어 | 말레이폴리네시아조어 | 오세아니아조어 | 폴리네시아조어          |
| ---- | ------------------ | -------------------- | -------------- | ----------------------- |
| 하양 | *ma-puNi           | *ma-putiq            | *ma-puteq      | *tea                    |
| 검정 | *ma-CeŋeN          | *ma-qitem            | *ma-qetom      | *quli(-quli)            |
| 빨강 | *ma-puteq          | *ma-iRaq             | *meRaq         | *kula                   |
| 노랑 | –                  | *ma-kunij            | *aŋo           | *reŋareŋa, *felo(-felo) |
| 초록 | *mataq             | *mataq               | *karakarawa    | *mata (?)               |

오스트로네시아조어 화자들은 두 가지 방향축을 사용했는데, 한 축은 육지-바다이고 다른 하나는 몬순이다. 오스트로네시아어족 언어들에서 동서남북의 절대방위는 유럽인과의 접촉 후에야 발달했다. 육지-바다 축은 상류/오르막/내륙 방향과 하류/내리막/바다 방향이 각각 동의어 관계이다. 이 사실은 오스트로네시아조어 화자들이 대륙부에 살았었다는 증거로 제시되는데, 작은 섬에서는 어느 방향으로도 바다가 보이기 때문이다.
- *daya: 내륙 (상류/오르막) 방향
- *lahud: 바다 (하류/내리막) 방향
- *SabaRat: 서부 몬순
- *timuR: 동부 몬순
- *qamiS: 북풍

크바란어, 아미스어, 타갈로그어에서는 *timuR의 대응형이 '남쪽'이나 '남풍'을 의미하지만, 필리핀 남부와 인도네시아 언어들에서는 '동쪽'이나 '동풍'을 의미한다.
일로코어에서는 dáya와 láud가 각각 '동쪽'과 '서쪽'을 의미하는 반면, 푸유마어에서는 ɖaya와 ɭauɖ가 각각 '서쪽'과 '동쪽'을 의미한다. 이러한 차이는 일로코어의 발원지가 루손섬 북부의 서안인 데 반해, 푸유마어의 발원지는 타이완 남부의 동안에 위치하기 때문에 나타난 것이다. 루손섬 북부의 본톡어, 칸카나에이어, 이푸가우어에서는 *daya의 대응형이 '하늘'을 의미하는데, 이들은 이미 필리핀에서 가장 고도가 높은 축에 드는 지역에서 살고 있기 때문이다.(Blust 2009:301).
또한 *lahud의 말레이어 대응형인 laut '바다'는 timur laut('북동쪽', timur '동쪽')과 barat laut('북서쪽', barat '서쪽')이라는 방향어에 쓰인다. 한편 *daya는 barat daya '남서쪽'에만 쓰인다.
그렇지만 *lahud의 자와어 대응형인 lor는 '북쪽'을 의미하는데, 이는 자와해가 자와섬 북쪽에 위치하기 때문이다.

### 수사
아래는 오스트로네시아 기초 어휘 데이터베이스에서 오스트로네시아조어, 말레이폴리네시아조어, 오세아니아조어, 폴리네시아조어의 수사를 재구한 것이다.
| 수사 | 오스트로네시아조어 | 말레이폴리네시아조어 | 오세아니아조어              | 폴리네시아조어 |
| ---- | ------------------ | -------------------- | --------------------------- | -------------- |
| 하나 | *esa, *isa         | *esa, *isa           | *sa-kai, *ta-sa, *tai, *kai | *taha          |
| 둘   | *duSa              | *duha                | *rua                        | *rua           |
| 셋   | *telu              | *telu                | *tolu                       | *tolu          |
| 넷   | *Sepat             | *epat                | *pat, *pati, *pani          | *faa           |
| 다섯 | *lima              | *lima                | *lima                       | *lima          |

오스트로네시아조어는 비인간("A형")과 인간("B형")을 세는 수사의 형태가 서로 달랐다.(Blust 2009:279). 인간을 세는 기수사는 비인간 수사에서 Ca-중첩을 통해 파생되었다. 이러한 이중 수사 체계는 사우어, 푸유마어, 야미어, 차모로어 등의 여러 언어에서 나타난다(그러나 파이완어는 "ma-"와 "manə-"로 인간 수사를 파생시킨다). 타갈로그어 등 많은 필리핀 언어에서는 두 수사 체계가 합쳐졌다(Blust 2009:280-281).
| 수사 | A형       | B형       | 타갈로그어 |
| ---- | --------- | --------- | ---------- |
| 하나 | *isa      | *?        | isa (A)    |
| 둘   | *duSa     | *da-duSa  | dalawa (B) |
| 셋   | *telu     | *ta-telu  | tatlo (B)  |
| 넷   | *Sepat    | *Sa-Sepat | apat (B)   |
| 다섯 | *lima     | *la-lima  | lima (A)   |
| 여섯 | *enem     | *a-enem   | anim (B)   |
| 일곱 | *pitu     | *pa-pitu  | pito (A)   |
| 여덟 | *walu     | *wa-walu  | walo (A)   |
| 아홉 | *Siwa     | *Sa-Siwa  | (siyam)    |
| 열   | *sa-puluq | *?        | sampu      |

오스트로네시아조어는 *Sika-를 통해 서수사를 파생시켰다(Blust 2009:281).

### 동사
아래는 오스트로네시아 기초 어휘 데이터베이스에서 오스트로네시아조어, 말레이폴리네시아조어, 오세아니아조어, 폴리네시아조어의 동사들을 재구한 것이다.
| 동사     | 오스트로네시아조어 | 말레이폴리네시아조어 | 오세아니아조어 | 폴리네시아조어 |
| -------- | ------------------ | -------------------- | -------------- | -------------- |
| 걷다     | *Nakaw             | *lakaw, paNaw        | *lako, pano    | *fano          |
| 헤엄치다 | *Naŋuy             | *naŋuy               | *kakaRu        | *kaukau        |
| 알다     | *bajaq             | *taqu                | *taqu          | *qiloa         |
| 생각하다 | *nemnem            | *demdem              | *rodrom        | *manatu        |
| 자다     | *tuduR             | *tuduR               | *turuR         | *mohe          |
| 서다     | *diRi              | *diRi, *tuqud        | *tuqur         | *tuqu          |
| 꿰메다   | *taSiq             | *tahiq, *zaqit       | *saqit, *turi  | *tui           |
| 죽다     | *m-aCay            | *m-atay              | *mate          | *mate          |
| 고르다   | *piliq             | *piliq               | *piliq         | *fili          |
| 날다     | *layap             | *layap, Rebek        | *Ropok         | *lele          |

## 같이 보기
- 말레이폴리네시아조어
- 오세아니아조어
- 폴리네시아조어

### 참조주
1. 1 2 3 4 5 6 7 8 9 10 11 12 13 14  Blust, Robert; Australian National University. Pacific Linguistics (2009). 《The Austronesian languages》. Pacific Linguistics, Research School of Pacific and Asian Studies, The Australian National University. ISBN 978-0-85883-602-0.
2. ↑  c /c͡ç/는 무성음
3. ↑  z /ɟ͡ʝ/는 유성음
4. ↑  /ʀ/은 구개수음
5. ↑  q /q/는 구개수음
6. 1 2  Ross, Malcolm D. (Summer 1992), “The Sound of Proto-Austronesian: An Outsider's View of the Formosan Evidence”, 《Oceanic Linguistics》 31 (1): 23–64, doi:10.2307/3622965
7. ↑  엄밀히 말해 이 현상은 *S > *h 음운 변동의 일부이다. 차이점이라면 앞선 모음도 변했다는 것이다.
8. ↑  Blust, R. A. (2004). “*t to k: An Austronesian Sound Change Revisited”. 《Oceanic Linguistics》 43 (2): 365–410. doi:10.1353/ol.2005.0001.
9. ↑  Ross, Malcolm. 2009. "Proto Austronesian verbal morphology: A reappraisal." In Alexander Adelaar and Andrew Pawley (eds.). Austronesian historical linguistics and culture history: a festschrift for Robert Blust. Canberra: Pacific Linguistics.
10. ↑  필리핀 중부 및 남부와 보르네오 및 술라웨시 일부 지역에서만 나타난다.
11. ↑  타이완 제어(와 세부어?)에서 나타난다.
12. ↑  오세아니아어군에서 종종 나타난다.
13. ↑  곤충, 무지개, 폭풍/자연현상, 여러 동식물명 등에 사용된다.
14. ↑  Ross, Malcolm (2006). Reconstructing the case-marking and personal pronoun systems of Proto Austronesian. In Henry Y. Chang and Lillian M. Huang and Dah-an Ho, eds, Streams Converging into an Ocean: Festschrift in Honor of Professor Paul Jen-kuei Li on His 70th Birthday, 521-564. Taipei: Institute of Linguistics, Academia Sinica.
15. ↑  PMP에서 *qayam은 '가축', *manuk은 '가금류, 닭', *manu-manuk은 '새'를 의미한다.
16. ↑  Pawley, Andrew. Proto-Oceanic and Proto-Polynesian Reconstructions for Modified Swadesh 200 Meaning List, Without Supporting Cognate Sets. Unpublished list, 2009. http://language.psy.auckland.ac.nz/austronesian/language.php?id=658 보관됨 2017-04-13 - 웨이백 머신
17. ↑  Cauquelin, Josiane. 1991. Dictionnaire Puyuma–Français. Paris: Ecole française d'Extrême Orient.
18. ↑  “Austronesian Basic Vocabulary Database”. 2017년 5월 3일에 원본 문서에서 보존된 문서. 2019년 5월 3일에 확인함.

### 참고자료
- Adelaar, A. (2005). The Austronesian languages of Asia and Madagascar: A historical perspective. In A. Adelaar, & N. P. Himmelmann (Eds.), The Austronesian Languages of Asia and Madagascar. New York: Routledge. ISBN 978-0-7007-1286-1, ISBN 978-0-415-68153-7, ISBN 978-0-203-82112-1
- Bouchard-Côtéa, A., Hallb, D., Griffithsc, T. L., & Kleinb, D. (2012). Automated reconstruction of ancient languages using probabilistic models of sound change , PNAS, December 22, 2012.
- Blust, R. (1999). Subgrouping, circularity and extinction: Some issues in Austronesian comparative linguistics. In Zeitoun, E., & Li, P. J-K. (Eds.), Selected Papers From the 8th International Conference on Austronesian Linguistics. Taipei: Academica Sinica. https://web.archive.org/web/20170409095340/http://language.psy.auckland.ac.nz/austronesian/language.php?id=280
- Blust, R. A. (2009). The Austronesian Languages. Canberra: Pacific Linguistics, Research School of Pacific and Asian Studies, Australian National University. ISBN 0-85883-602-5, ISBN 978-0-85883-602-0.
- Cohen, E. M. K. (1999). Fundaments of Austronesian Roots and Etymology. Canberra: Pacific Linguistics, Research School of Pacific and Asian Studies, Australian National University.
- Greenhill, S. J., Blust. R, & Gray, R. D. (2008). The Austronesian Basic Vocabulary Database: From Bioinformatics to Lexomics. Evolutionary Bioinformatics, 4:271-283. https://web.archive.org/web/20170503020518/http://language.psy.auckland.ac.nz/austronesian/
- Wolff, John U. (2010). Proto-Austronesian Phonology with Glossary. Ithaca, NY: Cornell Southeast Asia Program Publications.